# 温泉寺 (諏訪市)
温泉寺（おんせんじ）は、長野県諏訪市湯の脇にある臨済宗妙心寺派の寺院。山号は臨江山、本尊は薬師如来。中部四十九薬師霊場7番札所。

## 歴史
高島藩2代藩主諏訪忠恒が上諏訪温泉の源泉を守るために、下諏訪町の慈雲寺14世泰嶺玄未を開山として寛永17年（1640年）建立された。以来高島藩諏訪家の菩提寺となり、忠恒から8代忠恕までの歴代藩主の廟がある。
明治3年（1870年）、温泉寺の火災によって同寺の本堂以下の伽藍が焼失したため、高島城より薬医門、山門、能舞台が移築されている。また高遠石工、守屋貞治による願王地蔵などの石仏がある。
永享2年（1430年）作という古鐘は、もともと伊那市の安養寺にあったもの。織田信長が武田勝頼を攻めた時に陣鐘としてここまで引いてきて捨てたものを、寺創建の時に同寺の梵鐘としたという。
高台にあるため、寺からは諏訪湖をはじめ諏訪の温泉街が見渡せる。
多宝塔は市指定文化財となっていて、もともとは江戸時代中期に建てられたが、明和4年（1767年）再建されたもの。
墓地の横の木の下にある五輪塔は、和泉式部の墓と伝えられている。下諏訪宿は、和泉式部の出身地という説がある。
高島藩主諏訪家墓所（温泉寺墓所と茅野市頼岳寺墓所の一括指定）が国の史跡に指定されている。

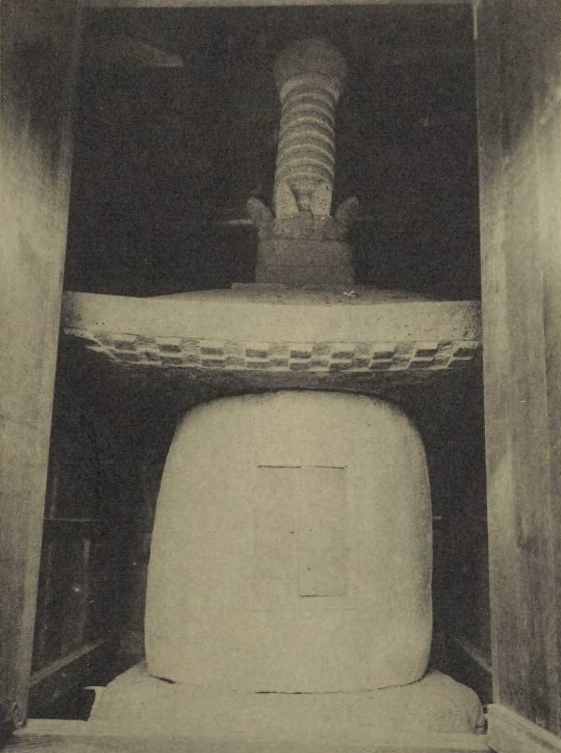
諏訪市有形文化神仏習合温泉寺鉄塔（石之御座多宝塔）

諏訪市有形文化財 温泉寺鉄塔（石之御座多宝塔）

## 交通アクセス
JR中央本線上諏訪駅から徒歩約15分